# Рюделиус, Эллен
Рюделиус, Эллен (швед. Ellen Viktoria Rydelius, 27 февраля 1885 — 1 апреля 1957) — шведская писательница и переводчица, журналистка.

## Биография
Эллен Рюделиус родилась в Норрчёпинге в 1885 г. Она была дочерью торговца Пера Акселя Рюделиуса и Анны Вильгельмины Стрём. По окончании в 1903 г. Стокгольмского лицея для девочек, она поступила в Уппсальский университет на факультет английского и романских языков. В 1907 г. она стала доктором философии. По окончании университета Эллен полгода прожила в России, изучая русский язык, но после смерти отца вернулась на родину.
В Швеции Эллен стала журналисткой, некоторое время работала в двух крупнейших национальных газетах Svenska Dagbladet (1908—1909 гг.) и Dagens Nyheter (1909—1914 гг.), затем стала свободной журналисткой. В 1921—1923 гг. она была секретарем редакции газеты Idun. Свои статьи она подписывала псевдонимом Rydelia, но тексты на русском языке подписывала как Елена Петровна. В 1910 г. она начала работать переводчицей, переводя на шведский язык книг русских писателей. Всего она перевела около 90 произведений Фёдора Достоевского, Льва Толстого и Антона Чехова. Она также выполняла переводы с английского, французского и итальянского языков: Арнольда Беннетта, Грации Деледды и Джона Голсуорси.
Кроме работы над переводами, Эллен много путешествовала по Европе, долгое время жила в Риме и написала множество путеводителей по Стокгольму, Риму, Парижу, Берлину, городам Италии, Германии и др., ставших очень популярными в период между Первой и Второй мировыми войнами. Кроме путеводителей её перу принадлежат несколько поваренных книг, которые она написала в 1940-е гг., когда путешествия по охваченной войной Европе стали невозможны. Она написала также несколько работ по истории России, книги о шведских женщинах и две автобиографии.
Эллен скончалась в Стокгольме в 1957. Писательница Карина Бурман написала о ней книгу Vi romantiska resenärer. Med Ellen Rydelius i Rom («Мы — романтичные путешественники. С Эллен Рюделиус в Риме», 2015).

## Личная жизнь
В 1911—1922 гг. Эллен была женой шведского журналиста Харальда Вегнера. В этом браке Эллен родила дочь Риа Вегнер, впоследствии также ставшую писательницей и соавтором книг матери.